# Peckoltia braueri
Peckoltia braueri är en fiskart som först beskrevs av Eigenmann 1912.  Peckoltia braueri ingår i släktet Peckoltia och familjen Loricariidae. Inga underarter finns listade i Catalogue of Life.